# Мейер, Брур
Брур Мейер (швед. Bror Meyer) — фигурист из Швеции, бронзовый призёр чемпионата мира 1906 года, чемпион  Швеции 1906 года в мужском одиночном катании.

## Спортивные достижения

### Мужчины
| Соревнования/Сезоны | 1904 | 1905 | 1906 |
| ------------------- | ---- | ---- | ---- |
| Чемпионаты мира     |      |      | 3    |
| Чемпионаты Европы   |      |      | 4    |
| Чемпионаты Швеции   | 3    | 2    | 1    |